# Fernando Ramon Prego Casal
Fernando Ramon Prego Casal (* 7. November 1927; † 9. Januar 1999) war ein kubanischer Geistlicher und römisch-katholischer Bischof von Santa Clara.

## Leben
Fernando Ramon Prego Casal empfing am 17. April 1955 das Sakrament der Priesterweihe für das Erzbistum San Cristóbal de la Habana.
Am 13. November 1970 ernannte ihn Papst Paul VI. zum Titularbischof von Vegesela in Numidia und bestellte ihn zum Weihbischof in Cienfuegos. Der Leiter der Mission des Heiligen Stuhls in Kuba, Bischof Cesare Zacchi, spendete ihm am 14. Januar 1971 die Bischofsweihe; Mitkonsekratoren waren der Bischof von Cienfuegos, Alfredo Antonio Francisco Müller y San Martín, und der Bischof von Pinar del Río, Manuel Pedro Rodríguez Rozas. 
Am 24. Juli 1971 ernannte ihn Paul VI. zum Bischof von Cienfuegos-Santa Clara. Papst Johannes Paul II. bestellte ihn am 1. April 1995 zum ersten Bischof von Santa Clara.